# Происшествие, которого никто не заметил
«Происшествие, которого никто не заметил» — советский чёрно-белый художественный фильм 1967 года, мелодрама, снятая на киностудии «Ленфильм»  драматургом и сценаристом Александром Володиным на основе его собственной повести. Это его единственная режиссёрская работа в кино.

## Сюжет
Настя — молодая девушка, она красивая, но скромная, а потому сама считает себя некрасивой и одинокой. Она работает в овощном магазине и грезит о принце, который её полюбит. У Насти есть заветная мечта — стать красивой и благодаря этому изменить свою жизнь.
Как в сказке, происходит чудо — Настя становится красавицей, однако окружающим нет до этого дела. Желанная красота не только не приносит счастья девушке, но ещё и отдаляет её от близких людей. Поэтому теперь Настя хочет стать такой, какой была раньше.

## В ролях
- Жанна Прохоренко — Настя
- Виталий Соломин — Толя, возлюбленный Насти
- Зинаида Славина — Катя, подруга Насти
- Георгий Штиль — Лёша, муж Кати
- Вера Титова — мама Насти, дворничиха
- Лидия Штыкан — Нина Сергеевна, кассир
- Евгений Лебедев — Яков Алексеевич, директор магазина
- Павел Луспекаев — товарищ Тетерин, начальник
- Галина Дашевская — Валя, подруга Насти
- Аркадий Трусов — Аркадий Васильевич, прораб
- Ира Животова — сестра Толи
- Вячеслав Захаров — Шурик, знакомый Насти
- Михаил Ладыгин — начальник ЖЭКа
- Гелий Сысоев — друг Вали
- Игнат Лейрер — влюблённый
- Вадим Яковлев — друг Вали

## Съёмочная группа
- Автор сценария: Александр Володин
- Режиссёр-постановщик: Александр Володин
- Оператор: Константин Рыжов
- Художник: Александр Блэк
- Композитор: Вениамин Баснер